# 오토 그로스

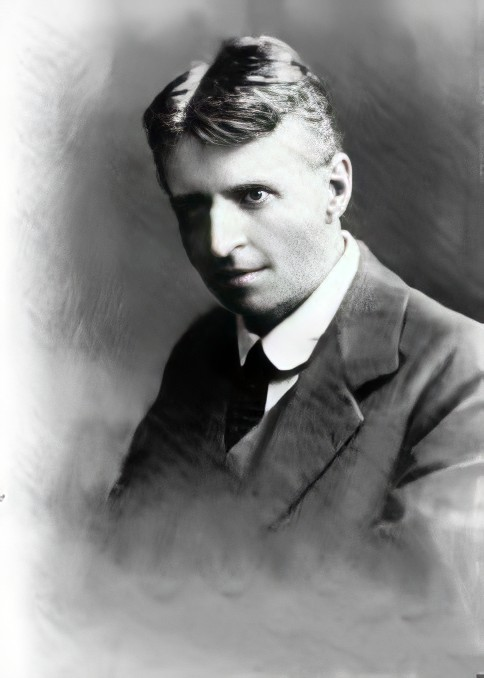
오토 그로스

오토 그로스(Otto Gross, 1877년 3월 17일 ~ 1920년 2월 13일)는 오스트리아의 정신분석학자이다.